# Myrmica cursor
Myrmica cursor är en myrart som beskrevs av Smith 1878. Myrmica cursor ingår i släktet rödmyror, och familjen myror. Inga underarter finns listade i Catalogue of Life.